# 刁琳宇
刁 琳宇（ちょう りんう、繁体中国語: 刁 琳宇、ラテン文字転写: Linyu Diao、1994年4月7日 - ）は、中国の女子バレーボール選手である。中華人民共和国代表。

## 来歴

### クラブチーム
江蘇省淮安市出身。2013年、江蘇中天鋼鐵排球俱樂部へ入団。2015/16シーズンの国内リーグで準優勝、2016/17シーズンの国内リーグでは優勝を果たし、自身もベストセッター賞を受賞した。2020/21シーズンの国内リーグで準優勝し、ベストセッター賞を受賞した。

### 代表チーム
2017年にシニア代表に初選出され、モントルーバレーマスターズでデビュー。同年8月のワールドグランプリでは4位となった。同年9月のグラチャンでは金メダルを獲得した。2018年6-7月のネーションズリーグで銅メダルを獲得した。2019年7月のネーションズリーグで銅メダルを獲得した。
2022年からは代表チームの正セッターに抜擢され、同年9-10月にオランダで開催された世界選手権に出場した。2023年7月のネーションズリーグで銀メダルを獲得し、自身もベストセッター賞を受賞した。

## 受賞歴
- 2017年 - 2016/17中国スーパーリーグ ベストセッター賞
- 2021年 - 2020/21中国スーパーリーグ ベストセッター賞
- 2023年 - ネーションズリーグ ベストセッター賞

## 所属クラブ
- 江蘇中天鋼鐵排球俱樂部（2013-）